# Frank Griebe

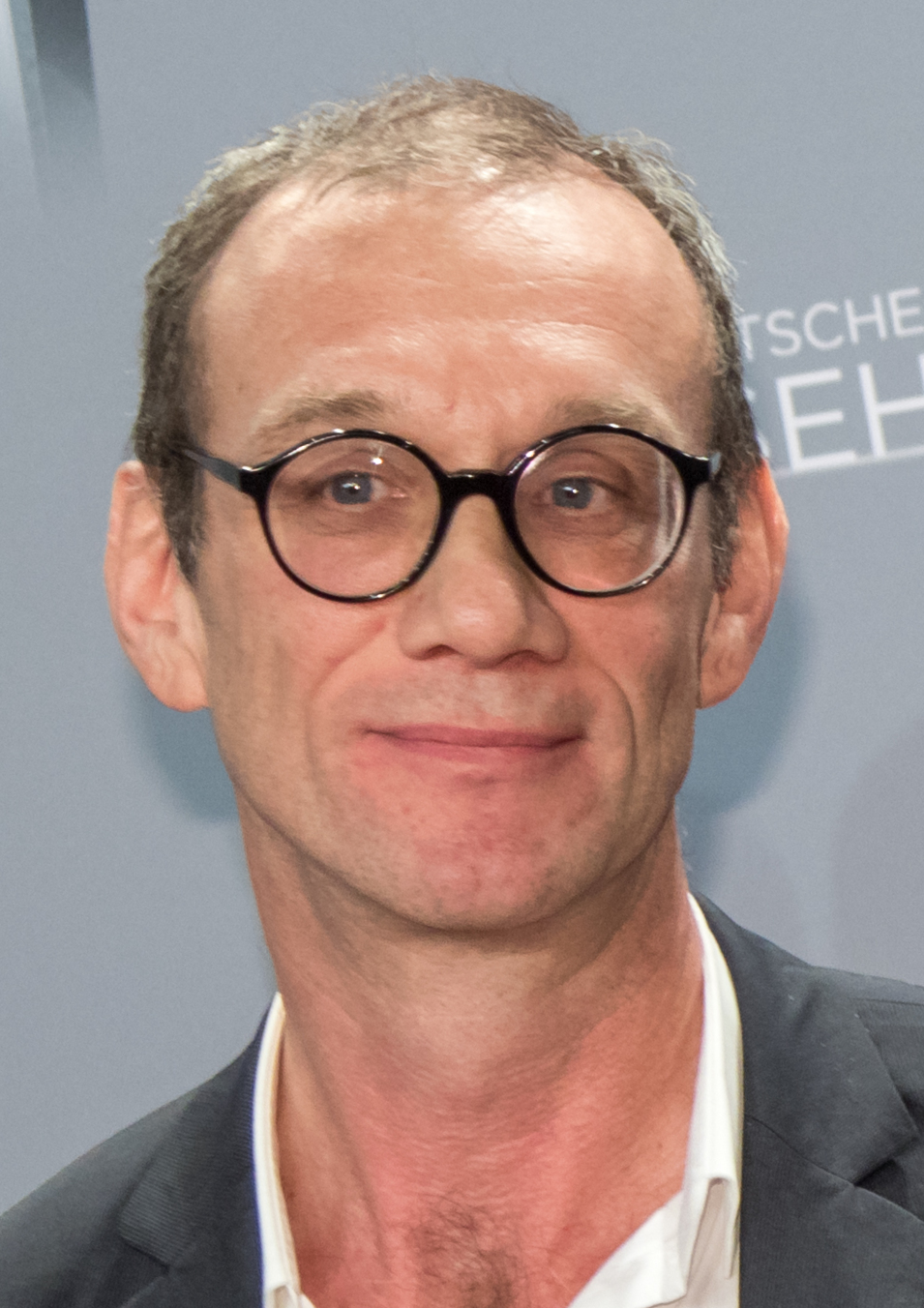
Frank Griebe, 2018

Frank Griebe (* 28. August 1964 in Hamburg) ist ein deutscher Kameramann und Filmregisseur.

## Leben
Griebe arbeitete nach seiner Weiterbildung an Berlins Staatlicher Fachschule für Optik und Fototechnik in den ausgehenden 1980er Jahren zunächst als sogenannter clapper loader (z. B. 1991 bei George Sluizers Utz) und Kameraassistent (z. B. 1992 bei Der demokratische Terrorist). Später drehte Griebe u. a. mit Sönke Wortmann, Leander Haußmann und Tom Tykwer, für den er schon dessen frühe Kurzfilme Because und Epilog fotografierte.
Frank Griebe war 2003 eines der Gründungsmitglieder der Deutschen Filmakademie.

## Filmografie (Auswahl)
- 1993: Die tödliche Maria, Regie: Tom Tykwer
- 1997: Winterschläfer, Regie: Tom Tykwer
- 1998: Lola rennt, Regie: Tom Tykwer
- 1999: Absolute Giganten, Regie: Sebastian Schipper
- 2000: Der Krieger und die Kaiserin, Regie: Tom Tykwer
- 2002: Heaven, Regie: Tom Tykwer
- 2003: Herr Lehmann, Leander Haußmann
- 2004: Cowgirl
- 2005: NVA, Regie: Leander Haußmann
- 2006: Das Parfum, Regie: Tom Tykwer
- 2006: Deutschland. Ein Sommermärchen, Regie: Sönke Wortmann
- 2009: The International, Regie: Tom Tykwer
- 2009: Deutschland 09 (1 Episode)
- 2010: Drei, Regie: Tom Tykwer
- 2012: Cloud Atlas, Regie: Tom Tykwer, Wachowskis
- 2015: Sense8 (Fernsehserie), Regie: Tom Tykwer, Wachowskis
- 2016: Ein Hologramm für den König (A Hologram for the King), Regie: Tom Tykwer
- 2017: Babylon Berlin (Fernsehserie), Regie: Tom Tykwer
- 2018: 25 km/h, Regie: Markus Goller
- 2019: Lara
- 2020: Home
- 2023: Funeral for a Dog (Miniserie)
- 2023: The Dive
- 2025: Delicious

## Auszeichnungen
- 1994: Deutscher Kamerapreis für Die tödliche Maria (Kategorie: Spielfilm)
- 1998: Deutscher Filmpreis/Beste Kamera für Winterschläfer
- 1999: Deutscher Filmpreis/Beste Kamera für Lola rennt
- 2000: Chlotrudis Award für Lola rennt
- 2002: Marburger Kamerapreis
- 2002: Preis der deutschen Filmkritik für Heaven
- 2007: Deutscher Filmpreis für Das Parfum – Die Geschichte eines Mörders
- 2007: Europäischer Filmpreis für Das Parfum – Die Geschichte eines Mörders
- 2008: Adolf-Grimme-Preis für Der die Tollkirsche ausgräbt (gemeinsam mit Franka Potente)
- 2013: Deutscher Filmpreis für Cloud Atlas
- 2013: Deutscher Kamerapreis, Ehrenpreis für das Lebenswerk
- 2018: Deutscher Fernsehpreis für Babylon Berlin
- 2023: Kamerapreis des Fünf Seen Filmfestivals[1]